# Amanlis
Amanlis es una localidad y comuna francesa en la región administrativa de Bretaña, en el departamento de Ille y Vilaine y en el distrito de Rennes.

## Demografía
| 1363 | 1376 | 1339 | 1337 | 1344 | 1442 |
| Para los censos de 1962 a 1999 la población legal corresponde a la población sin duplicidades (Fuente: INSEE [Consultar]) |      |      |      |      |      |